# Liste des musées du transport en France
Liste des musées du transport en France.

## Transport aérien

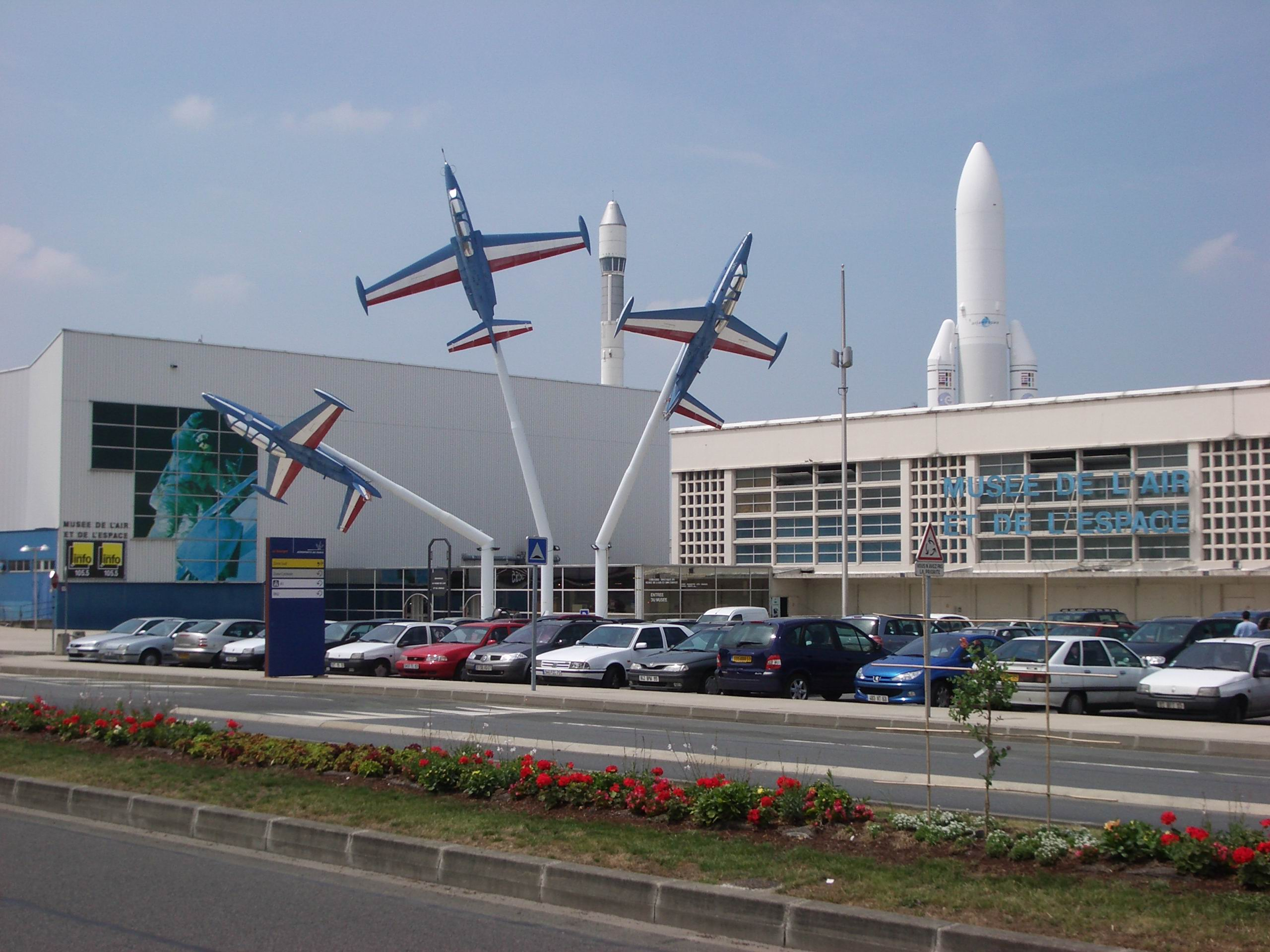
Le musée de l'air et de l'espace du Bourget.

- Musée de l'air et de l'espace, Le Bourget (Seine-Saint-Denis)
- Musée des arts et métiers, Paris
- Musée de l'aviation légère de l'Armée de terre et de l'hélicoptère, Dax (Landes)
- Musée européen de l'aviation de chasse, Montélimar (Drôme)
- Musée de l'Aviation de Lyon-Corbas (Métropole de Lyon)
- Musée des ballons, Balleroy (Calvados)
- Aérodrome de La Ferté-Alais, La Ferté-Alais (Essonne)
- Musée aéronautique de la Côte d'Amour, La Baule-Escoublac (Loire-Atlantique)
- Musée Delta (Athis-Mons), Athis-Mons (Essonne)
- Musée régional de l'air Angers-Marcé, Marcé (Maine-et-Loire)
- Musée Maurice-Dufresne, Azay-le-Rideau (Indre-et-Loire)

## Transport fluvial

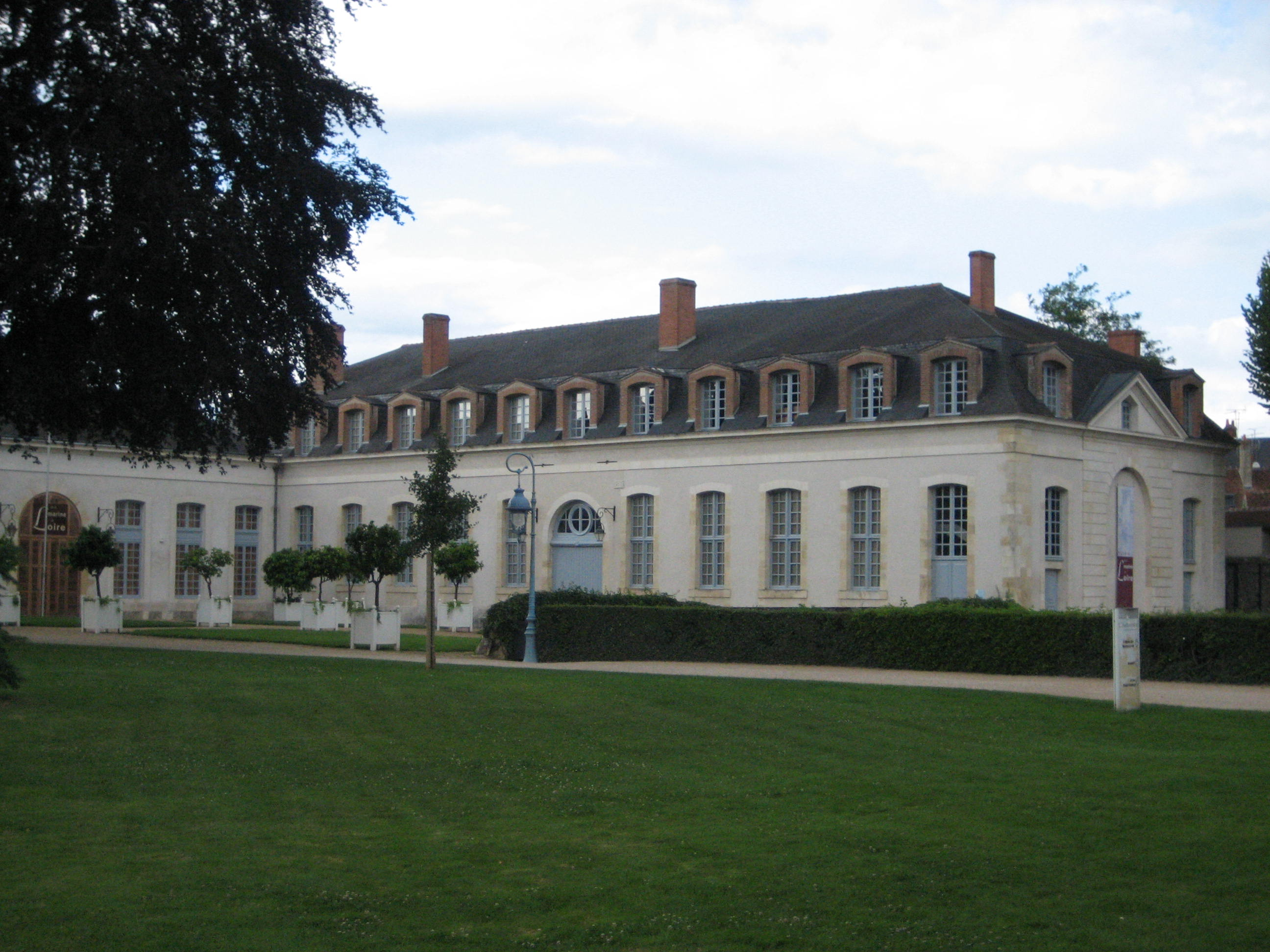
Le musée de la marine de Loire à Châteauneuf-sur-Loire.

- Maison des mariniers, Saint-Jean-de-Losne (Côte-d'Or)
- Musée de la Loire, Cosne-Cours-sur-Loire (Nièvre)
- Musée de la marine de Loire, Châteauneuf-sur-Loire (Loiret)[1]
- Musée de la marine de Seine, Caudebec-en-Caux (Seine-Maritime)
- Musée des deux marines et du pont-canal de Briare, Briare (Loiret)
- Musée des mariniers, Serrières (Ardèche)
- Musée du Canal de Berry, Audes (Allier)
- Parc des canaux, Briennon (Loire)

## Transport ferroviaire

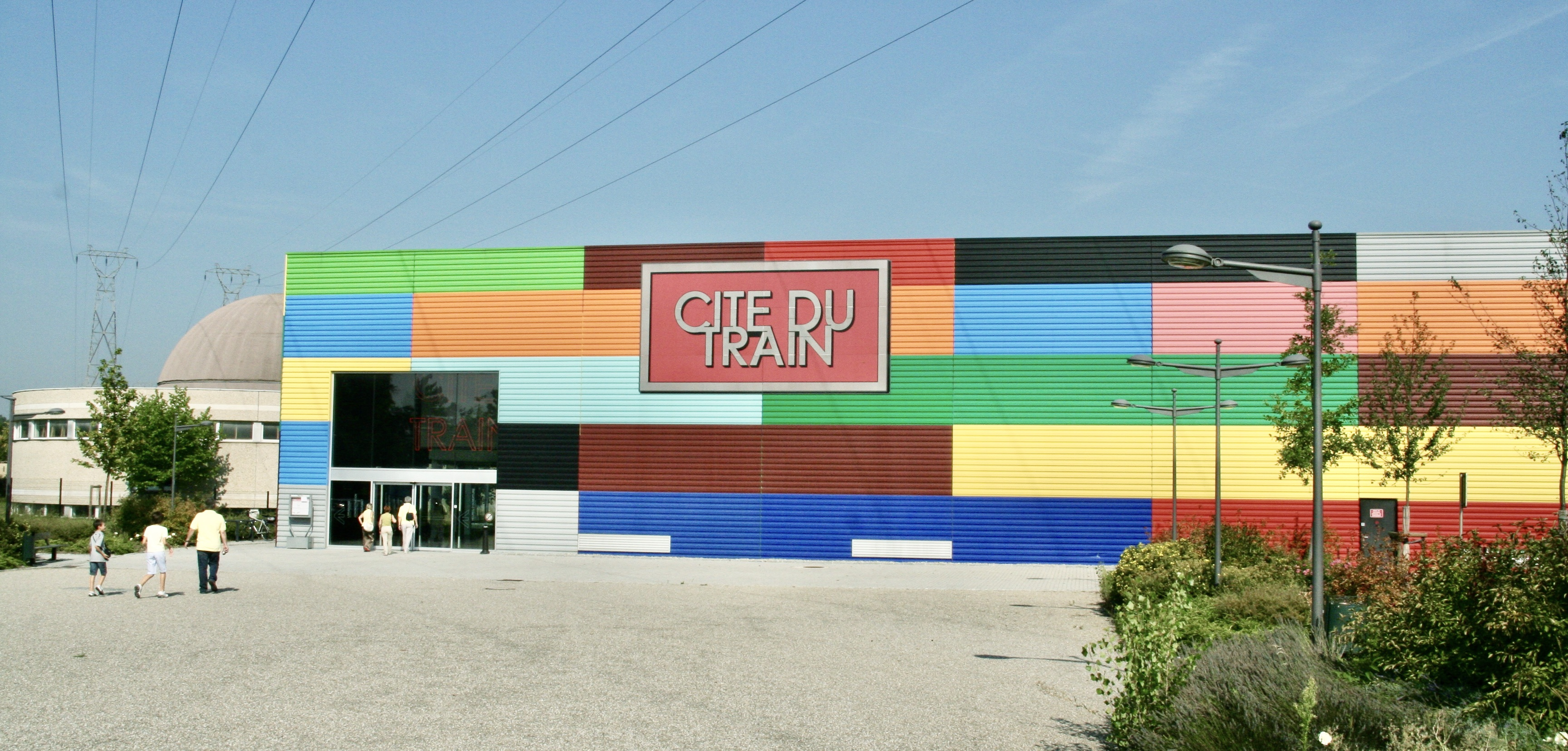
La Cité du train à Mulhouse.

- Cité du train, musée français du chemin de fer, Mulhouse (Haut-Rhin)
- Rosny-Rail, antenne francilienne du musée français du chemin de fer à Rosny-sous-Bois (Seine-Saint-Denis).
- Musée des tramways à vapeur et des chemins de fer secondaires français, Butry-sur-Oise (Val-d'Oise)
- Musée des chemins de fer Militaires et Industriels, La Neuville-lès-Bray (Somme)
- Musée vivant du chemin de fer, Longueville (Seine-et-Marne)
- Centre de la mine et du chemin de fer, Oignies (Pas-de-Calais)
- Musée des transports, Pithiviers (Loiret)
- Musée limousin des chemins de fer, Saint-Léonard-de-Noblat (Vienne)
- Musée lorrain des cheminots, Rettel (Moselle)
- Musée provençal des transports urbains et régionaux, gare de La Barque-Fuveau, Fuveau (Bouches-du-Rhône)
- Écomusée du haut-pays et des transports, Breil-sur-Roya (Alpes-Maritimes)
- Musée du cheminot, Ambérieu-en-Bugey (Ain)
- Dépôt-musée de Pont-Érambourg, Saint-Pierre-du-Regard (Orne)
- Musée Laumônier, Vierzon (Cher)
- Musée du Chemin de Fer de Nîmes Nîmes (Gard)

## Marine

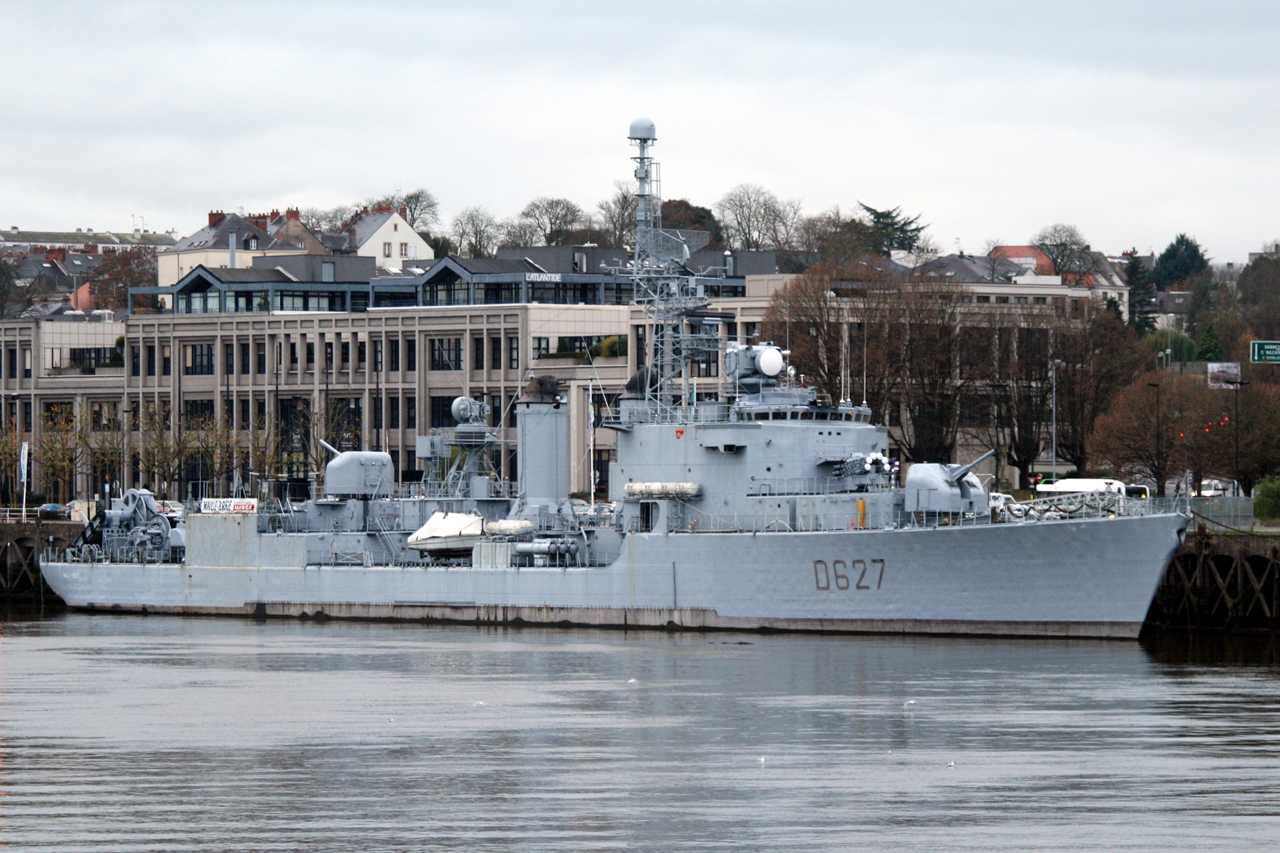
Le Maillé-Brézé amarré quai de la Fosse à Nantes.

- Musée national de la Marine, Paris
- Musée national de la Marine de Brest, Brest (Finistère)
- Musée national de la Marine de Toulon, Toulon (Var)
- Musée national de la Marine de Rochefort, Rochefort (Charente-Maritime)
- Musée national de la Marine de Port-Louis, Port-Louis (Morbihan)
- Musée de la Compagnie des Indes, Port-Louis (Morbihan)
- Le Port-Musée, Douarnenez (Finistère)
- Musée de la pêche, Concarneau (Finistère)
- Écomusée de Saint-Nazaire, Saint-Nazaire (Loire-Atlantique)[2]
- L'escorteur d'escadre Maillé-Brézé, Nantes (Loire-Atlantique)
- Musée portuaire, Dunkerque (Nord)[3]
- Musée de la marine et de l'économie, Marseille (Bouches-du-Rhône)
- Musée de la mer et de la marine, Bordeaux (Gironde)
- Musée de la marine de Nice, Nice (Alpes-Maritimes)
- Maréis, Étaples (Pas-de-Calais)
- Musée maritime fluvial et portuaire de Rouen, Rouen (Seine-Maritime)[4]
- Musée naval de Camaret-sur-Mer, Camaret-sur-Mer (Finistère)
- Musée de la marine Amiral de Grasse, Grasse (Alpes-Maritimes)

## Transport routier

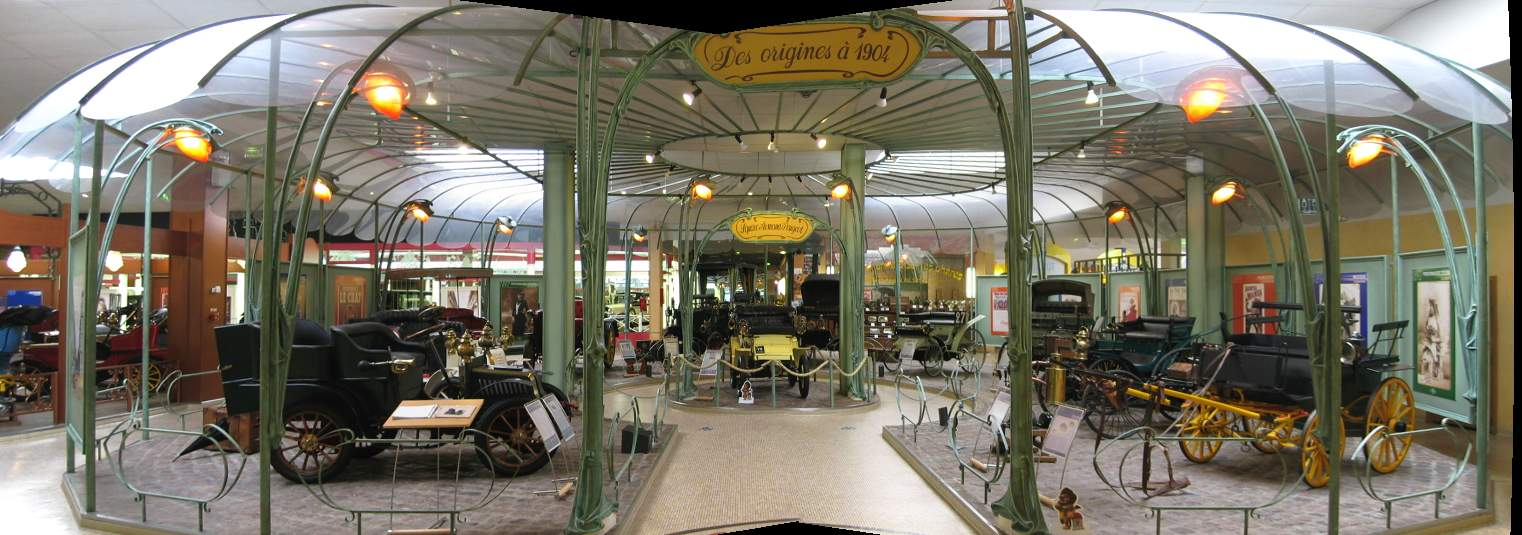
Le musée de l'aventure Peugeot à Sochaux.

Source.
| Nom du musée                                             | Municipalité           | Département        | Statut                           |
| -------------------------------------------------------- | ---------------------- | ------------------ | -------------------------------- |
| A.T.P. Autocars Technique Patrimoine                     | Nangis                 | Seine-et-Marne     | Fermé définitivement depuis 2017 |
| Auto Sport Museum                                        | Châtillon-Coligny      | Loiret             |                                  |
| Automusée du Forez                                       | Saint-Germain-Laval    | Loire              | Fermé définitivement depuis 2009 |
| C.A.A.P.Y. Collection de l'Aventure Automobile De PoissY | Carrières-sous-Poissy  | Yvelines           |                                  |
| Château-Musée Meillant                                   | Meillant               | Cher               |                                  |
| Collection Chapleur                                      | Lunéville              | Meurthe-et-Moselle |                                  |
| Collection Ferrari                                       | Aubusson               | Creuse             |                                  |
| Conservatoire automobile Léon-Joseph Madeline            | Créhange               | Moselle            |                                  |
| Conservatoire Citroën & DS                               | Aulnay-sous-Bois       | Seine-Saint-Denis  | Fermé définitivement depuis 2024 |
| Conservatoire de la monoplace française                  | Magny-Cours            | Nièvre             |                                  |
| Fondation de l'Automobile Marius Berliet                 | Lyon                   | Métropole de Lyon  |                                  |
| Manoir de l'automobile                                   | Lohéac                 | Ille-et-Vilaine    |                                  |
| Musée auto, moto, vélo                                   | Châtellerault          | Vienne             |                                  |
| Musée automobile                                         | Limoges                | Haute-Vienne       |                                  |
| Musée automobile                                         | Bellenaves             | Allier             |                                  |
| Musée automobile de Camargue                             | Vauvert                | Gard               |                                  |
| Musée automobile de Lorraine                             | Velaine-en-Haye        | Meurthe-et-Moselle |                                  |
| Musée automobile de Provence                             | Orgon                  | Bouches-du-Rhône   |                                  |
| Musée automobile de Sanxet                               | Pomport                | Dordogne           | Fermeture temporaire             |
| Musée automobile de Vendée                               | Talmont-Saint-Hilaire  | Vendée             |                                  |
| Musée automobile du Haut-Quercy                          | Saint-Céré             | Lot                |                                  |
| Musée automobile Reims Champagne                         | Reims                  | Marne              |                                  |
| Musée charolais du machinisme agricole                   | Neuvy-Grandchamp       | Saône-et-Loire     |                                  |
| Musée Château de Savigny                                 | Savigny-lès-Beaune     | Côte-d'Or          |                                  |
| Musée d'art et d'industrie de Saint-Étienne              | Saint-Étienne          | Loire              |                                  |
| Musée de l'agriculture et de la locomotion               | Uzès                   | Gard               |                                  |
| Musée de l'auto et de l'attelage                         | Ancy-le-Franc          | Yonne              |                                  |
| Musée de l'automobile du Centre                          | Valençay               | Indre              |                                  |
| Musée de l'automobile et de la moto                      | Camarès                | Aveyron            |                                  |
| Musée de l'Automobile Henri Malartre                     | Rochetaillée-sur-Saône | Métropole de Lyon  |                                  |
| Musée de l'Aventure Peugeot                              | Sochaux                | Doubs              |                                  |
| Musée de la belle époque de l'automobile                 | Pont-l'Évêque          | Calvados           |                                  |
| Musée de la Moto "La Grange à Bécanes"                   | Bantzenheim            | Haut-Rhin          |                                  |
| Musée de Menetou-Salon                                   | Menetou-Salon          | Cher               |                                  |
| Musée des 24 Heures - Circuit de la Sarthe               | Le Mans                | Sarthe             |                                  |
| Musée des arts et métiers                                | Paris                  |                    |                                  |
| Musée des Transports Verney                              | Le Mans                | Sarthe             |                                  |
| Musée des vieux tacots                                   | Les Riceys             | Aube               |                                  |
| Musée du machinisme agricole et de l'automobile          | Salviac                | Lot                |                                  |
| Musée du poids lourd                                     | Montrichard            | Loir-et-Cher       |                                  |
| Musée du vélo et de la moto                              | Domazan                | Gard               |                                  |
| Musée du vélo Michel-Grézaud                             | Tournus                | Saône-et-Loire     |                                  |
| Musée Matra                                              | Romorantin-Lanthenay   | Loir-et-Cher       |                                  |
| Musée Maurice-Dufresne                                   | Azay-le-Rideau         | Indre-et-Loire     |                                  |
| Musée national de l'Automobile - Collection Schlumpf     | Mulhouse               | Haut-Rhin          |                                  |
| Musée national de la voiture et du tourisme              | Compiègne              | Oise               |                                  |
| Musée Renault                                            | Boulogne-Billancourt   | Hauts-de-Seine     |                                  |
| Musée rétro mobile du drouais                            | Dreux                  | Eure-et-Loir       |                                  |
| Musée rétromécanique du Pays-Fort                        | Vailly-sur-Sauldre     | Cher               |                                  |
| Musée SIMCA Yonnais                                      | La Roche-sur-Yon       | Vendée             |                                  |
| Musées de la Réole                                       | La Réole               | Gironde            |                                  |

## Transport urbain

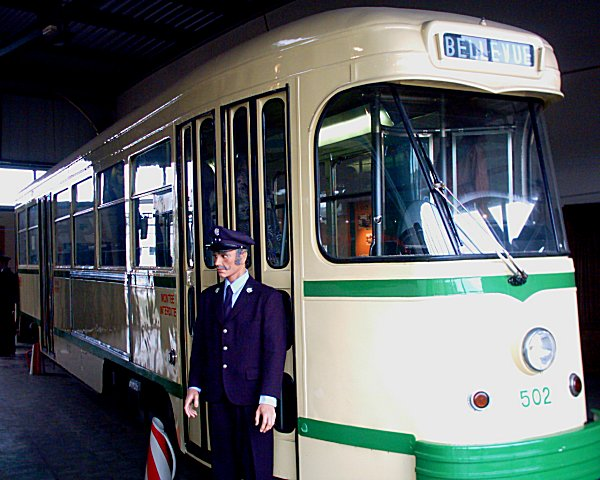
Musée des transports urbains de Saint-Étienne et sa région.

- Musée des transports urbains, interurbains et ruraux, Chelles, Seine-et-Marne[12]
- Musée des transports urbains de Saint-Étienne et sa région, à Saint-Priest-en-Jarez (Loire)[13]
- Musée provençal des transports urbains et régionaux, gare de La Barque-Fuveau, Fuveau (Bouches-du-Rhône)
- Galerie des Transports de Marseille, Marseille (Bouches-du-Rhône)
- Espace Histo Bus Dauphinois, à Pont-de-Claix, près de Grenoble (Isère)[14]